# Walckenaeria mitrata
Walckenaeria mitrata este o specie de păianjeni din genul Walckenaeria, familia Linyphiidae. A fost descrisă pentru prima dată de Menge, 1868. Conform Catalogue of Life specia Walckenaeria mitrata nu are subspecii cunoscute.